# Каскаринское муниципальное образование
Каскаринское муниципальное образование — сельское поселение в Тюменском районе Тюменской области Российской Федерации.
Административный центр — село Каскара.

## История
Статус и границы сельского поселения установлены Законом Тюменской области от 5 ноября 2004 года № 263 «Об установлении границ муниципальных образований Тюменской области и наделении их статусом муниципального района, городского округа и сельского поселения».
19 апреля 2019 года в Каскаринское муниципальное образование были включены Борковское и Созоновское муниципальные образования.

## Население
| 2010  | 2011    | 2012    | 2013  | 2014  | 2015  | 2016  | 2017  | 2018  |
| ----- | ------- | ------- | ----- | ----- | ----- | ----- | ----- | ----- |
| 8798  | ↗8807   | ↗8928   | ↗9021 | ↗9063 | ↗9240 | ↗9329 | ↗9386 | ↗9389 |
| 2019  | 2020    | 2021    |       |       |       |       |       |       |
| ↗9443 | ↗13 523 | ↗13 594 |       |       |       |       |       |       |

## Состав сельского поселения
| № | Населённый пункт | Тип населённого пункта       | Население |
| - | ---------------- | ---------------------------- | --------- |
| 1 | Борки            | село                         | 1811      |
| 2 | Вилижаны         | деревня                      | 122       |
| 3 | Каскара          | село, административный центр | ↗7467     |
| 4 | Новотуринский    | посёлок                      | 937       |
| 5 | Созоново         | село                         | ↘1576     |
| 6 | Щербак           | село                         | 296       |
| 7 | Янтык            | деревня                      | 645       |